# Вімблдон-парк (станція метро)
51°26′03″ пн. ш. 0°11′57″ зх. д. / 51.43405° пн. ш. 0.19904° зх. д.
Вімблдон-парк (англ. Wimbledon Park) — станція лінії Дистрикт Лондонського метро. Розташована у 3-й тарифній зоні, у Вімблдон-парк, боро Мертон, Лондон, між станціями Саутфілдс та Вімблдон. Пасажирообіг на 2017 — 2.18 млн осіб
Конструкція станції — наземна відкрита з однією острівною платформою на дузі.

## Історія
- 3. червня 1889 — відкриття станції у складі District Railway (DR, сьогоденна лінія Дистрикт).
- 1. липня 1889 — відкриття трафіку London and South Western Railway (L&SWR).
- 4. травня 1941 — припинення трафіку Southern Railway (колишня L&SWR).

## Пересадки
- на автобуси London Buses маршруту 156.

## Послуги
| Попередня станція | Лінія | Лінія                           | Лінія | Наступна станція |
| ----------------- | ----- | ------------------------------- | ----- | ---------------- |
| Вімблдон          |       | Лондонське метро Лінія Дистрикт |       | Саутфілдс        |